# Brandweer van Ieper
Dit artikel behandelt de geschiedenis van de brandweer van Ieper.

## Geschiedenis

### 1287
Het oudste reglement op brandbestrijding, dat onder de hoofding Keure dou fu werd gepubliceerd, schijnt op te klimmen tot het einde van de 13e eeuw, rond 1287.  Die keure somt de taken op die diverse Ieperse gilden waren toevertrouwd in geval van brand.  De voltallige gilde van bakkers, brouwers en blekers moesten zich onmiddellijk naar de vuurhaard begeven en de blussings- en beschermingswerken aanvangen. 

### 1742
Luidens het reglement van 1742 was het brandweerpersoneel samengesteld uit 134 manschappen met de titel van brandtghesellen of supposten en acht chefs of brandtmeesters. Het korps was ingedeeld in acht secties belast met bijzondere opdrachten. Het aantal manschappen van elke sectie varieerde tussen 8 en 22 eenheden. De eerste drie secties telden 47 manschappen belast met het bedienen van de pompen. De vierde sectie bestond uit acht man die water moest putten uit de stadsputten en de vijfde sectie telde 19 man, eigenlijk kruiers die ladders en ander blusmateriaal ter plekke moesten aanvoeren. De laatste drie secties ten slotte - zestig manschappen - stonden in voor de eigenlijke blussingswerken. Het reglement van 1819 gaf aan de brandtghesellen de benaming van pompiers. Ze werden ingedeeld in een compagnie samengesteld uit zeven brigades waaronder drie van zes man en vier van tien manschappen, een effectief dus van 58 leden, kaders inbegrepen.

### 1928
Sinds 1928 wordt iedere avond, klokslag 8 uur de Last Post geblazen onder de Menenpoort door de klaroeners van de Ieperse brandweer.

### 1972
Tijdens een officieel bezoek van Muziekgroepen en een officiële brandweerdelegatie uit Lehrte in 1971 werden de eerste voorbesprekingen over een tentenkamp te Ieper gestart tussen toenmalig verantwoordelijke voor de jeugdbrandweer van Lerthe en brandweercommandant Urbain Druant.
Het eerste tentenkamp van de jeugdafdeling van de lokale brandweer van Lerthe vindt plaats onder leiding van Gerhard Siemon van 21 juli 1972 tot 6 augustus 1972 in het Jeugdstadion te Ieper. Na dit kamp wordt in Ieper een Jeugdbrandweer opgericht naar het model van de jeugdafdeling uit Lerthe.

### 2008
Op 1 januari 2008 smelten de voorposten Elverdinge, Dikkebus en Vlamertinge samen met centrumpost Ieper.  De brandweerposten in de drie deelgemeenten worden officieel gesloten en vanaf dan vertrekken alle brandweerlui vanuit de kazerne langs het Minneplein te Ieper.

### 2015
Vanaf 1 januari 2015 maakt brandweer Ieper deel uit van hulpverleningszone Brandweer Westhoek en is het niet langer een stedelijke brandweerdienst. Aan de basis van de oprichting van de hulpverleningszone ‘Brandweer Westhoek’ ligt de wet van 15 mei 2007 betreffende de civiele veiligheid. Deze zone is een samenvoeging van de historische zones “V” en “Ieper”. De zone bestaat uit 22 posten verspreid over 18 Westhoekgemeenten die deel uit maken van de hulpverleningszone: Alveringem, De Panne, Diksmuide, Heuvelland, Houthulst, Ieper, Koekelare, Koksijde, Kortemark, Langemark-Poelkapelle, Lo-Reninge, Mesen, Nieuwpoort, Poperinge, Veurne, Vleteren, Wervik en Zonnebeke.

## Bevelhebbers
- 1843 - 1859: Kapitein - commandant Alphonse Vandenpeereboom
- 1859 - 1873: Kapitein - commandant Pierre Ramoen
- 1873 - 1883: Kapitein - commandant Joseph Valcke
- 1883 - 1891: Kapitein - commandant Augustin Brunfaut
- 1891 - 1924: Kapitein - commandant Charles Baus
- 1924 - 1939: Kapitein - commandant Maurice Vergracht
- 1939 - 1943: Kapitein - commandant Ernest Seys
- 1943 - 1961: Kapitein - commandant Amadee Deplancke
- 1961 - 1978: Kapitein - commandant Urbain Druant
- 1978 - 1988: Kapitein - commandant Gilbert Verschelde
- 1988 - 2007: Kapitein - commandant Wilfried Feliers
- 2008 - 2010: Luitenant Paul Victoor (waarnemend)[2]
- 2010- heden: Majoor Rik Vandekerckhove[3]